# Nick Carter: la vendetta dei generali
Nick Carter: la vendetta dei generali (titolo originale Revenge of the Generals) è un romanzo di spionaggio del 1978 appartenente alla serie Nick Carter. L'autore del romanzo è Saul Wernick, anche se il libro, come tutti gli altri della serie, ha come autore lo stesso Nick Carter, che è in realtà uno pseudonimo collettivo.

## Trama
L'agente segreto Nick Carter, in licenza sotto falso nome per tre settimane in Spagna, viene contattato per tornare immediatamente negli Stati Uniti. Trasportato in elicottero su una portaerei in navigazione al largo delle coste spagnole, Carter si imbarca in un jet militare con destinazione l'aeroporto Logan di Boston.

## Edizioni
- Nick Carter, Nick Carter: la vendetta dei generali, traduzione di Marcello Jatosti, collana Segretissimo, n. 1080, Mondadori, 1978,  p. 144.